# کوه دیکرمن
کوه دیکرمن (به انگلیسی: Mount Dickerman) یک قله و کوه در ایالات متحده آمریکا است که در واشینگتن واقع شده‌است.